# Winsor McCay
Winsor Zenic McCay (Spring Lake, Michigan o Woodstock, Canadà, 26 de setembre de 1866 ó 1867 - Brooklyn, 26 de juliol de 1934) va ser un dibuixant i animador estatunidenc. Les seves dues creacions més conegudes són les tires còmiques Little Nemo in Slumberland, publicades els anys 1905-1914 i 1924-1927, i el curt de dibuixos animats Gertie the Dinosaur, fet el 1914. Per motius legals, va treballar amb el sobrenom de Silas en la tira còmica Dream of the Rarebit Fiend.
Artista prolífic i un dels pioners del cinema d'animació, McCay va eclipsar l'obra de molts dels seus contemporanis, i va establir un estàndard seguit per Walt Disney i altres en les dècades posteriors. El seu treball en el món del còmic ha influenciat generacions d'artistes, incloent creadors com William Joyce, André LeBlanc, Moebius, Maurice Sendak, Chris Ware i Bill Watterson.

## Biografia
Winsor McCay va néixer amb el nom de Zenas Winsor McKay.
El seu lloc de naixement ha estat sempre discutit. Però, segons el seu principal biògraf, J. Canemaker, va néixer a Woodstock, localitat propera a Ontario (Canadà), que era la ciutat natal dels seus pares, Robert i Jeanette McKay, dada que s'ha de prendre per certa, mentre que altres segueixen opinant que el seu naixement va tenir lloc a Spring Lake, Michigan, Estats Units, ciutat on realment va passar la seva infància i primera joventut i en la qual es considera com a propi.
Sobre la seva data de naixement també se n'han donat opinions divergents, considerant-se les dates de 1866, 1867, 1869 i 1871.
Els McCays van tenir dos fills més: Arthur el 1868 i Mae el 1876. Tots dos van néixer a Michigan. Robert treballava com a teamster a Winsor i, al maig de 1870, havia estalviat prou diners per comprar una parcel·la. De 1879 a 1881, va treballar com a botiga de comerç al detall. El 1885 es va traslladar a la família a Stanton, Michigan, i va ampliar les seves explotacions terrestres; va tenir èxit a la propietat immobiliària amb el seu germà Hugh, que es va mudar del Canadà el 1887,
El 1905, Robert també era un notari públic. S'havia establert a Edmore, Michigan, i per aquest punt havia canviat l'ortografia del seu cognom de "McKay" a "McCay". En la mateixa època, Winsor va deixar d'utilitzar el seu primer nom de pila, Zenas, que se li va posar perquè quan va néixer el seu pare treballava per l'empresari nord-americà Zenas G. Winsor.
Va mostrar interès pel dibuix des de molt menut. Encara que el seu pare va intentar dirigir-lo cap als negocis, el jove Winsor no va mostrar cap interès per ells i va començar a treballar fent caricatures en un Dime museum (barreja de circ, fira i parc d'atraccions) de Detroit.
El 1889 es va traslladar a Chicago, on va entrar com a aprenent a la National Printing and Engraving Company, per la qual va realitzar cartells i programes utilitzant les noves tècniques litogràfiques. Es va tornar a mudar el 1891, aquesta vegada a Cincinnati, on va treballar també per al Dime museum local. Des de 1897 va trobar un treball suplementari realitzant il·lustracions per a diaris com Cincinnati Commercial Tribune, Cincinnati Time Star, Commercial Gazette i Cincinnati Enquirer, del qual va formar plantilla com a reporter i dibuixant. Entre 1899 i 1903 va dibuixar també per al setmanari humorístic Life.

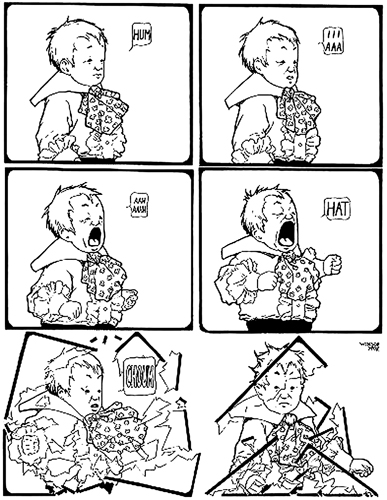
Pàgina de Little Sammy Sneeze

La seva primera tira de premsa, A Tale of the Jungle IMP, by Felix Fiddle (que pot traduir-se per Conte del dimoniet de la jungla, per Félix Violí), va aparèixer com un seguit de 43 episodis, entre el 9 de gener i l'11 de novembre de 1903, al Cincinnati Enquirer, amb la peculiaritat de ser a tota pàgina i en color. Les vinyetes anaven signades al peu com "Winsor Mc", i il·lustraven poemes d'aventures de George Randolph Chester. Diversos originals d'aquestes historietes van aparèixer casualment el 2006 en unes golfes, sent cinc d'elles adquirides per l'Ohio State University Cartoon Research Library. La qualitat del seu treball va cridar l'atenció de James Gordon Bennett, de la New York Herald Co, a instàncies del qual McCay es va traslladar a Nova York i va començar a col·laborar en les publicacions de Bennett, el New York Herald i el Evening Telegram. Per aquestes capçaleres realitzar una gran quantitat de còmics, entre els quals poden citar-se Dull Care, Poor Jake, The Man From Montclair, The Faithful Employee, Mr Bosch, A Pilgrim s Progress, Midsummer Day Dreams, It's Nice de ser Married i Sister s Little Sister s Beau, entre d'altres. Per als seus còmics del Evening Telegram utilitzava el pseudònim Silas.
Una de les més reeixides tires còmiques va ser  Little Sammy Sneeze  (1904 - 1906), història en la qual els esternuts del petit Sammy produeixen inimaginables catàstrofes. La temàtica onírica apareix, l'any següent, en un dels seus treballs més recordats,  Dreams of a Rarebit Fiend  (1904 - 1911), tira que narra els esbojarrats malsons d'un impenitent aficionat a les fondues de formatge.

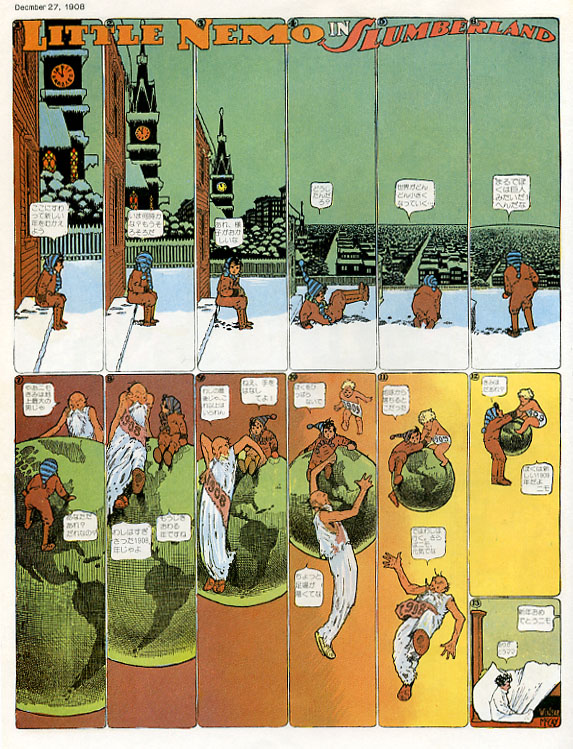
Pàgina de Little Nemo in Slumberland

L'obra mestra de McCay, Little Nemo in Slumberland, va iniciar la seva publicació en l'edició dominical del New York Herald el 15 d'octubre de 1905, i va continuar apareixent setmanalment en el mateix diari fins al 23 d'abril de 1911. El 30 d'abril de 1911, Little Nemo va passar a publicar al New York American i altres periòdics propietat de William Randolph Hearst, amb el nou títol de In the Land of Wonderful Dreams. Aquesta nova etapa de la sèrie es va perllongar fins al 26 de juliol de 1914. Anys després, McCay faria reaparèixer a Little Nemo a les pàgines del New York Herald entre 1924 i 1926, sense aconseguir l'èxit de la primera època del personatge.
Little Nemo in Slumberland és considerada una de les obres clàssiques del còmic de tots els temps. Cada pàgina de la sèrie correspon a un somni del nen Nemo - "ningú", en llatí-, i té una estructura recurrent: en totes les pàgines, en una petita vinyeta de l'angle inferior dret, Nemo desperta, la pàgina següent, però, reprèn el somni on havia quedat la nit anterior, el que confereix a la sèrie una estructura folletinesca que permet introduir nombrosos personatges secundaris i mostrar un món dels somnis (Slumberland ) d'una gran riquesa narrativa. Per la importància que concedeix a l'oníric, s'ha relacionat l'obra de McCay amb moviments culturals posteriors, com el surrealisme o la literatura de l'absurd.
En Little Nemo McCay va continuar amb l'experimentació pionera de l'enorme potencial del color en les vinyetes, després de la seva pròpia primera experiència en el Cincinnati Enquirer, dos anys enrere. McCay realitza una exploració exhaustiva de les possibilitats del mitjà, emprant multiplicitat d'enquadraments, i jugant amb el format de la pàgina de forma espectacular i sorprenent. La seva obra posa en escena arquitectures fantàstiques, elements decoratius inspirats en l'Art Nouveau, així com faunes i flores imaginàries, en un inacabable malbaratament d'imaginació.
L'èxit de la tira va fer que es realitzessin adaptacions teatrals a Broadway, i un curtmetratge d'animació, titulat simplement Little Nemo (1911). Cal tenir en compte que, a diferència d'altres clàssics del còmic, Little Nemo no era distribuïda per a altres publicacions, per la qual cosa la seva popularitat es va deure a la seva difusió en un sol diari, centrat en l'àrea de Nova York.
En els diaris de Hearst, McCay va realitzar també vinyetes polítiques i grans il·lustracions per als editorials conservadors d'Arthur Brisbane, mà dreta del magnat de la premsa.
A més de l'adaptació cinematogràfica de Little Nemo, McCay va desenvolupar, a partir de la segona dècada del segle, una important carrera com animador, en la qual destaquen curtmetratges com How a Mosquito Operates (1912), Gertie the Dinosaur (1914), The Sinking of the Lusitania (1918) i la inconclusa The Flying House (1921). La seva importància en la història del cinema d'animació és comparable a la de Walt Disney, segons opinions tan autoritzades com la de Chuck Jones.
Casat en 1891, en la seva etapa de Cincinnati, amb Maude Lenore Dufour McCay (morta el 1949), va tenir dos fills, Robert Winsor McCay (1896-1962), també cèlebre historietista conegut com a Bob McCay (que va ser el seu model per a la figura del "Little Nemo"), i Marion (1897 -?), i tres nets.
El 26 juliol 1934 Winsor McCay va morir a casa d'un sobtat col·lapse, reposa al Evergreens Cemetery de Brooklyn (Nova York)

## Valoració de la seva obra
Com un dels creadors més importants de la història del còmic, Winsor McCay va establir, anticipant-se al cinema, el llenguatge visual modern de plànols i ràcords, a més de destacar com a notable pioner dels dibuixos animats. Només cinc anys després de La interpretació dels somnis de Freud, la seva emblemàtica sèrie Little Nemo relata el món oníric d'un nen i incorpora al còmic l'estètica modernista de l'art déco. Little Nemo va portar la imaginació gràfica i narrativa de McCay al límit, amb metamorfosi, canvis de grandària i estat del personatge que, en certa manera, prefigurarien en el surrealisme.

## Còmic

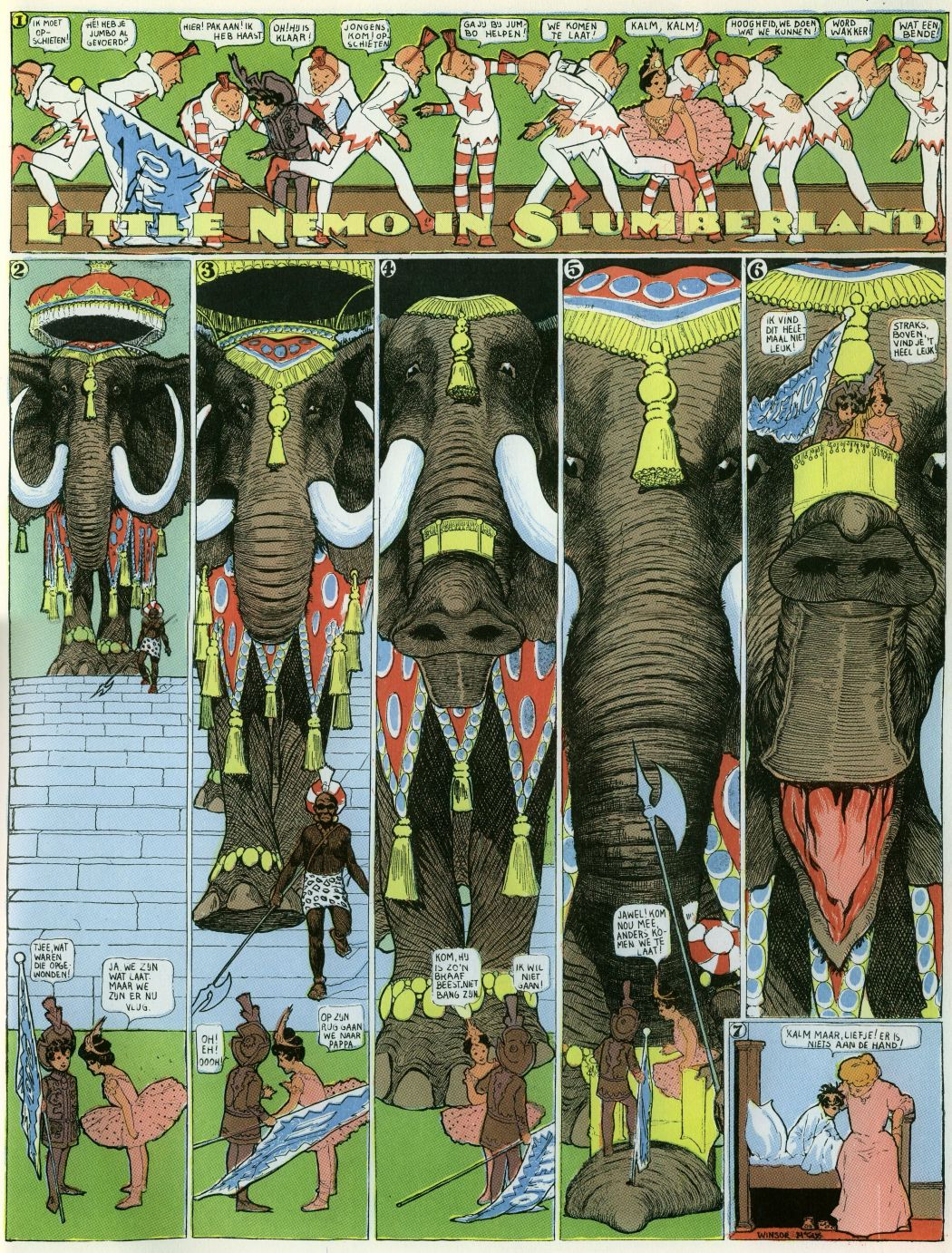
Pàgina de Little Nemo in Slumberland.

- The Bicycle Fiend and his Logical Finish
- A Tale of the Jungle IMP, by Felix Fiddle  ( Cincinnati Enquirer , 1903)
- Mr Goodenough  ( New York Herald , 1904)
- Sister s Little Sister s Beau  ( New York Herald , 1904)
- Phurious Phinish of Phoolish Philipe s Phunny Phrolics  ( New York Herald , 1904)
- Little Sammy Sneeze  ( New York Herald , 26 juliol 1904 - 9 de desembre de 1906)
- Dreams of a Rarebit Fiend  ( Evening Telegram , 10 setembre 1904 - 25 de juny de 1911). Signat amb el pseudònim  Silas .
- The Story of Hungry Henrietta  ( New York Herald , 8 de gener de 1905 - 16 juliol 1905)
- A Pilgrim s Progress  (26 de juny de 1905 - 18 desembre 1910)
- Little Nemo in Slumberland  ( New York Herald , 15 d'octubre de 1905 - 23 d'abril de 1911). Com  In the Land of the Wonderful Dreams  des 30 d'abril de 1911 fins a 26 de juliol de 1914.
- Poor Jake  ( Evening Telegram , 1909 -). Signat amb el pseudònim  Silas .
- Midsummer Day Dreams  ( New York Evening Journal )
- It's Nice to be Married
- Dull Care  ( Evening Telegram ). Signat amb el pseudònim  Silas .
- The Man From Montclair
- The Faithful Employee
- Mr Bosch

## Filmografia

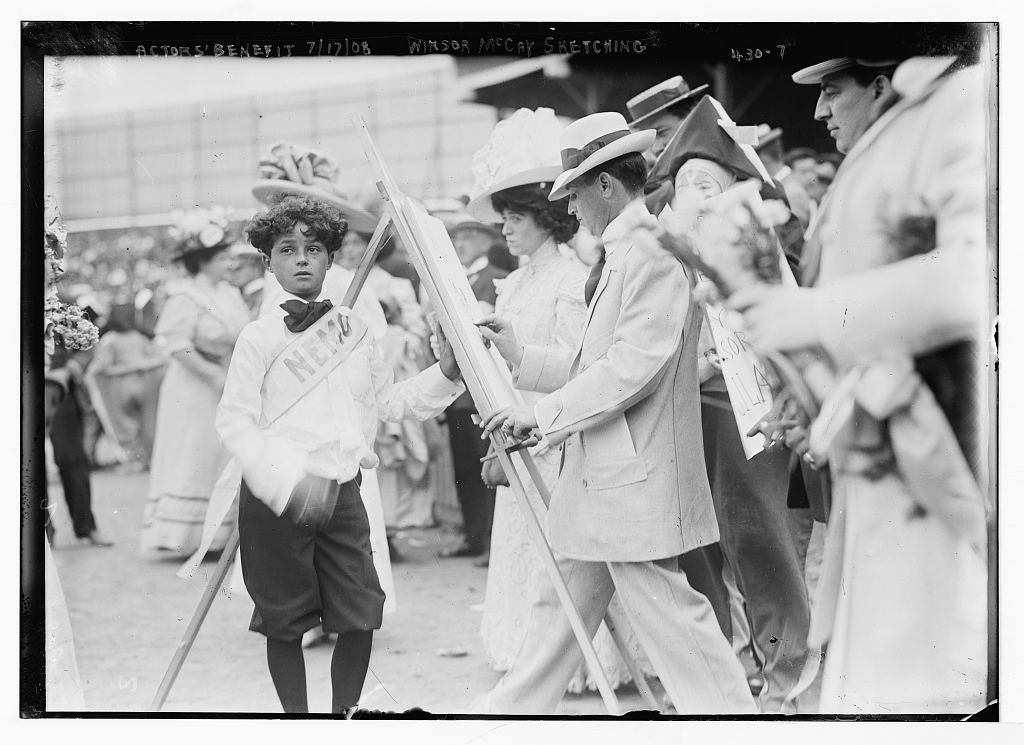
Sketch de Winsor McCay al Actors Benefit for Crippled Children de 1908.

- Little Nemo (1911) també anomenat Winsor McCay, the Famous Cartoonist of the N.Y. Herald and His Moving Comics
- How a Mosquito Operates (1912) també anomenat The Story Of A Mosquito
- Gertie the Dinosaur (1914)
- The Sinking of the Lusitania (1918)
- Dreams of the Rarebit Fiend: Bug Vaudeville (1921)
- Dreams of the Rarebit Fiend: The Pet (1921)
- Dreams of the Rarebit Fiend: The Flying House (1921)
- The Centaurs (1921)
- Gertie on Tour (1921)
- Flip's Circus (1921)
- The Barnyard Performance (1922–27?) també anomenat Performing Animals i A Midsummer's Nightmare

## Llibres i col·leccions

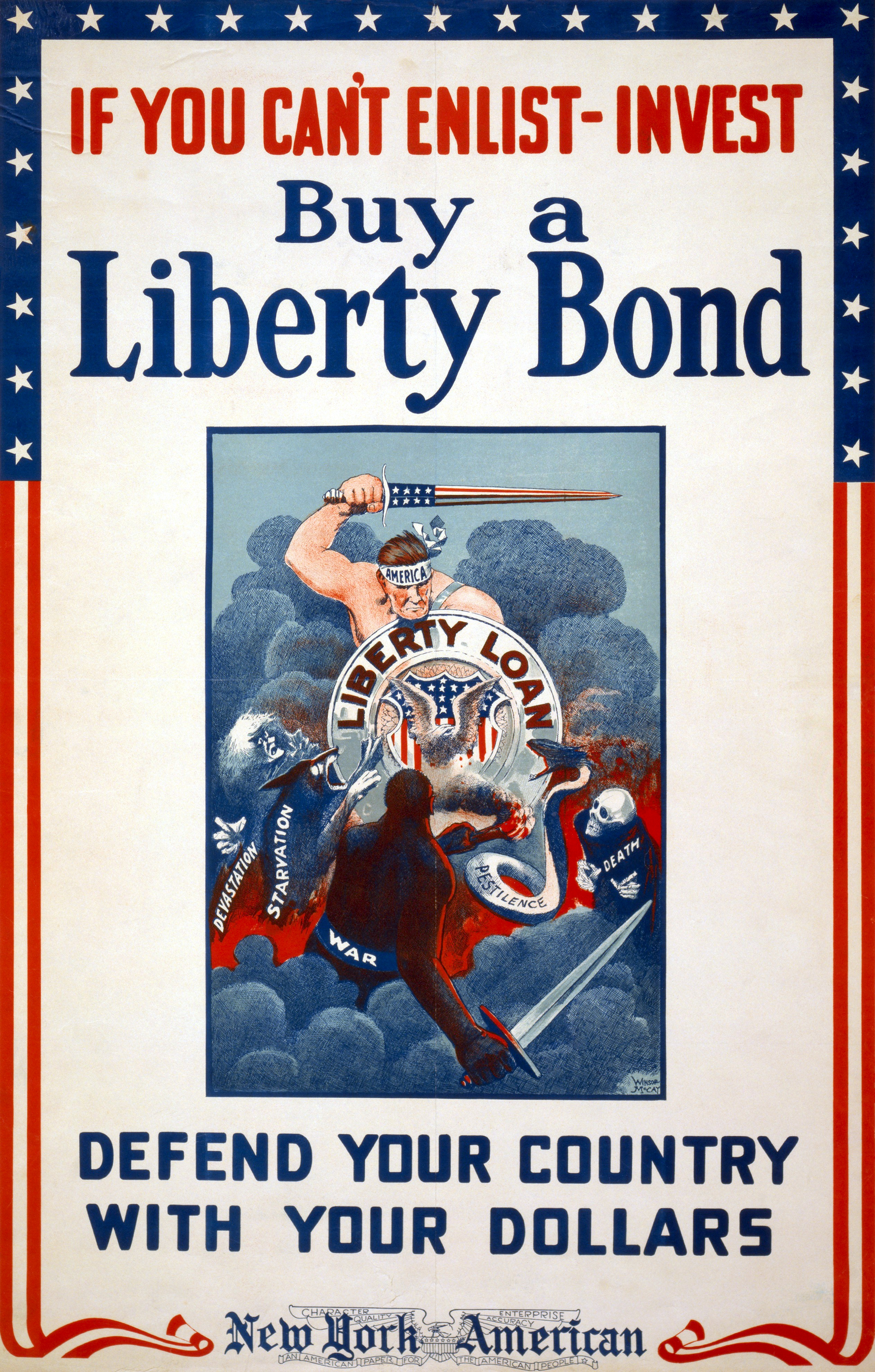
Cartell de la Primera Guerra Mundial de Winsor McCay instant els nord-americans a comprar Liberty Bonds

- Dreams of the Rarebit Fiend Dover, ISBN 0-486-21347-1
- Little Nemo in the Palace of Ice and Further Adventures Dover, ISBN 0-486-23234-4
- The Complete Little Nemo in Slumberland, Vol. I: 1905–1907 Fantagraphics ISBN 0-930193-63-6
- The Complete Little Nemo in Slumberland, Vol. II: 1907–1908 Fantagraphics ISBN 0-930193-64-4
- The Complete Little Nemo in Slumberland, Vol. III: 1908–1910 Fantagraphics ISBN 1-56097-025-1
- The Complete Little Nemo in Slumberland, Vol. IV: 1910–1911 Fantagraphics ISBN 1-56097-045-6
- The Complete Little Nemo in Slumberland, Vol. V: In the Land of Wonderful Dreams, Part 1: 1911–12 Fantagraphics ISBN 0-924359-35-8
- The Complete Little Nemo in Slumberland, Vol. VI: In the Land of Wonderful Dreams, Part 2: 1913–14 Fantagraphics ISBN 1-56097-130-4
- Little Nemo 1905–1914 Taschen, ISBN 3-8228-6300-9
- The Best of Little Nemo in Slumberland Stewart, Tabori, & Chang, ISBN 1-55670-647-2
- Little Nemo in Slumberland: So Many Splendid Sundays Sunday Press ISBN 0-9768885-0-5
- Little Nemo in Slumberland: Many More Splendid Sundays Sunday Press ISBN 0-9768885-5-6
- Winsor McCay: Early Works, Vol. 1 Checker, ISBN 0-9741664-0-5 (“Tales of the Rarebit Fiend” and “Little Sammy Sneeze”)
- Winsor McCay: Early Works, Vol. 2 Checker, ISBN 0-9741664-7-2 (More “Tales of the Rarebit Fiend” and “Little Sammy Sneeze,” “Centaurs,” “Hungry Henrietta,” and editorial illustrations.)
- Winsor McCay: Early Works, Vol. 3 Checker, ISBN 0-9741664-9-9 (More “Tales of the Rarebit Fiend” (1907), “Little Sammy Sneeze,” “A Pilgrim’s Progress,” (1907) and editorial illustrations from New York period.)
- Winsor McCay: Early Works, Vol. 4 Checker, ISBN 0-9753808-1-8 (more Dream of the Rarebit Fiend (early 1908), A Pilgrim’s Progress (early 1908), various Little Sammy Sneezes, and New York American editorial cartoons.)
- Winsor McCay: Early Works, Vol. 5 Checker, ISBN 0-9753808-2-6 (Dream of the Rarebit Fiend (late 1908), A Pilgrim’s Progress (late 1908), Phoolish Phillip (all), Hungry Henrietta (all), and New York American editorial cartoons.)
- Winsor McCay: Early Works, Vol. 6 Checker, ISBN 1-933160-05-5 (“Mr Goodenough”, Dream of the Rarebit Fiend (late 1908), A Pilgrim’s Progress (late 1908), and New York American editorial cartoons.)
- Winsor McCay: Early Works, Vol. 7 Checker, ISBN 1-933160-05-5 (illustrations from New York editorial period, and collection of comic strips.)
- Winsor McCay: Early Works, Vol. 8 Checker, ISBN 1-933160-06-3
- Winsor McCay: Early Works, Vol. 9 Checker, ISBN 978-1-933160-07-8
- Daydreams and Nightmares Fantagraphics, ISBN 1-56097-569-5
- Little Sammy Sneeze Sunday Press ISBN 0-9768885-4-8